# Stanisław Ożóg (lekkoatleta)
Stanisław Ożóg (ur. 11 kwietnia 1930 w Daszawie, II Rzeczpospolita (województwo stanisławowskie), zm. 25 listopada 1998 w Sulęcinie) – polski lekkoatleta, olimpijczyk.
Był jednym z długodystansowców, członków Wunderteamu (obok Krzyszkowiaka, Chromika, Zimnego i Jochmana).
Trzykrotnie startował w mistrzostwach Europy: w Bernie 1954 był trzynasty w biegu na 10 000 m, w Sztokholmie 1958 zajął 5. miejsce na tym samym dystansie, a w Belgradzie 1962 był dziewiąty w maratonie.
Był uczestnikiem Igrzysk Olimpijskich w Rzymie 1960. W biegu na 10 000 m zajął 18. miejsce.
Jedenaście razy zdobywał tytuł mistrza Polski (na biegu na 10 000 m w 1954, 1956, 1957, 1959, 1961 i 1962 oraz w biegach przełajowych). Kilkakrotnie bił rekordy Polski.
25 maja 2017 roku Stadion Miejski w Sulęcinie otrzymał imię Stanisława Ożoga.

## Rekordy życiowe
- 1500 m – 3.52,2
- 3000 m – 8.03,6
- 5000 m – 13.59,2
- 10 000 m – 29.03,2
- maraton – 2:30.32,2

Biegał w barwach OWKS Lublin i Wawelu Kraków. Po zakończeniu kariery był trenerem.